# Wolfgang Hattinger
Wolfgang Hattinger (* 12. März 1962 in Bruck an der Mur/Steiermark) ist ein österreichischer Dirigent, Instrumentalist, Komponist und Musiktheoretiker.

## Leben
Wolfgang Hattinger studierte von 1981 bis 1985 Philosophie, Psychologie und Pädagogik an der Universität Graz sowie von 1983 bis 1994 Komposition bei Andrzej Dobrowolski und Hermann Markus Pressl (Meisterkurse bei Younghi Pagh-Paan und Beat Furrer), sowie Klarinette bei Karl Steinwidder und Dirigieren bei Milan Horvat und Martin Turnovsky (Meisterkurse bei Péter Eötvös und Bruno Weil) an der Universität für Musik und darstellende Kunst Graz. Im Jahr 1990 erhielt er das Diplom in Komposition mit Auszeichnung und 1994 das Dirigierdiplom mit Auszeichnung.
Von 1990 bis 1996 war er wissenschaftlicher Mitarbeiter am Institut für Wertungsforschung (heute: Institut für Musikästhetik), von 1992 bis 2006 Vertragslehrer für Harmonielehre, Kontrapunkt, Gehör- und Rhythmusschulung.
2007 erfolgte seine Habilitation zum außerordentlichen Universitätsprofessor im Fach Musiktheorie.
2012 promovierte er zum Dr. phil. mit der Dissertation „Der Dirigent. Aspekte eines merkwürdigen Berufs“, die 2013 als Buch erschien.
Von 1995 bis 2002 leitete er die Konzertreihe „open music“, war Gastlektor am Royal College of Music in Stockholm und der Karl-Franzens-Universität Graz. Seit 2016 ist er Vorsitzender des Senats der Kunstuniversität Graz.

## Dirigent und Komponist
1994 gründete er das Kammerensemble „szene instrumental“, das sich der Aufführung unterschiedlichster Formen zeitgenössischer Musik widmet, die in etwa 150 Rundfunkeinspielungen für ORF, RAI, Radio Slovenia, Hessischen und Bayerischen Rundfunk dokumentiert sind. Das Ensemble gastierte bei verschiedenen internationalen Festivals in Europa und Amerika.
Von 1998 bis 2004 war er Dirigent und Kapellmeister bei den Vereinigten Bühnen Wien. Darüber hinaus dirigierte er zahlreiche Konzerte und Opernproduktionen.
Hattinger beendete 1991 seine Komponiertätigkeit. Bis dahin entstanden folgende Werke:

### Ensemblemusik
- Tanz Geraldine! und wenn du daran erstickst, oder gerade deswegen – für Flöte, Violine, Kontrabass, Klavier und Lachsack (1984)
- Drei Stücke für Violine und Klavier (1985)
- AS – für Streichquartett (1989)
- Das kleine Ich bin ich – für Klavier, 2 Schlagzeuger (Müllinstrumente) und Erzähler nach einer Geschichte von Mira Lobe (1990)
- Er trägt eine Flasche ... – für Viola, Violoncello und Kontrabass nach Texten alter Zenmeister (1991)

### Solomusik
- Logos – für Querflöte (1969–1970)
- die unb. f. – für Klavier (1985)
- Saturday-Night-Fieber – für Klarinette (1986)
- Tagedichte - Vier Lieder nach Texten von mir – für Chansonnier und Klavier (1986)
- 81 didaktische Takte – für Querflöte solo (1986)
- 2 × 3 macht 4 – für Schlagzeug (1987)

### Elektronische Musik
- Wie gut, dass ich verborgen bin ... – Elektronische Collage auf einen Text von Christine Lavant (1989)>
- Ready made – Elektronische Musik für textfreies Bildertheater (1989)

### Ensembles
- Schöpfungs-Akt – für Sprecher und beliebige Besetzung
- Kliangel – 13 Tuschgraphiken für beliebige Besetzung
- Der erste Satz bin immer ich – eine verbale Variation (1987)
- Blow Job – für Bläserquintett (1987)
- Breitbandantibiotikum – für Chor a cappella (1988)
- R. Lösungen – für großes Orchester (1988)
- Fun fahre! – für Blechbläserensemble (1988)
- Streichelquartett No. 1 – für vier Vokalisten (1988)
- Ready made – Theatermusik (in Zusammenarbeit mit Robert Rainer Höldrich) (1988)
- Vierte Fraktur – Konzert für Posaune und Orchester (1989)
- Ein kleiner Tod – Radiophones Stück (1990)
- Idein – für Chor und Orchester  (1990)

## Publikationen
- Wolfgang Hattinger: Wenn sich einer kratzt, ohne genau zu wissen, wo es ihn juckt. Bemerkungen zur Postmodernediskussion. In: Otto Kolleritsch (Hrsg.): Wiederaneignung und Neubestimmung: Der Fall „Postmoderne“ in der Musik. Wien 1993, ISBN 978-3-7024-0202-0, S. 34–49.
- Wenn das Rauschen nicht mehr aufhört... In: Otto Kolleritsch (Hrsg.): Studien zur Wertungsforschung, Band 30, 1994, Universal Edition, Wien-London-New York.
- Vom schlechten Gewissen der Musikmacher, In: Österreichische Musikzeitschrift (ÖMZ) 8-9, Wien 2007.
- Zwischen Anspruch und Event, In: Christiane Krautscheid, Stefan Pegatzky, Rolf W. Stoll (Hrsg.): Paganini am PC. Musik und Gesellschaft im 21. Jahrhundert, Schott-Verlag, Paris u. a., 2009.
- Dirigent und Orchester - eine schwierige Konstellation, Teil 1, In: perspektive mediation, 1/2010.
- Dirigent und Orchester - eine schwierige Konstellation, Teil 2, In: perspektive mediation, 3/2010.
- Der Dirigent – Mythos–Macht–Merkwürdigkeiten. J.B. Metzler, Bärenreiter, Kassel 2013, ISBN 978-3-476-02496-1.
- Künstlerische Forschung an der Kunstuniversität Graz - Ein Erfahrungsbericht, In: Zeitschrift für Hochschulentwicklung 10/1: Künstlerische Forschung an Hochschulen und Universitäten - zwischen Idee, Skizze und Realisierung, 2015.
- Dirigieren, In: Jörn Peter Hiekel, Christian Utz (Hrsg.): Lexikon Neue Musik,  S. 215-217, Kassel 2016.
- The Music in the Body - the Body in Music. Vom Körperausdruck des Dirigenten, In: Klaus Aringer, Christian Utz, Thomas Wozonig (Hrsg.): Musik im Zusammenhang. Festschrift Peter Revers zum 65. Geburtstag, S. 671-685, Wien 2017.
- Der Dirigent als Interpret, In: Thomas Ertelt, Heinz von Loesch (Hrsg.): Geschichte der musikalischen Interpretation im 19. und 20. Jahrhundert, Band 2: Institutionen - Medien, S. 273-309, Kassel 2021.

## Auszeichnungen
- Förderungspreis des Bundesministeriums für Wissenschaft und Forschung (1994)
- Kunstförderungspreis der Stadt Graz (1989)